# Tinissa cultellata
Tinissa cultellata är en fjärilsart som beskrevs av László Anthony Gozmány och Lajos Vári. Tinissa cultellata ingår i släktet Tinissa och familjen äkta malar. Inga underarter finns listade i Catalogue of Life.